# 绿地外滩中心
綠地外灘中心，是中國上海市的三座摩天大樓，位于黃埔區董家渡片區，其中最高塔塔高300公尺、64層樓，於2017年動工、預計2025年完工，完工後为上海第九高樓。